# Royal-pingvin
A Royal-pingvin (Eudyptes schlegeli) a madarak (Aves) osztályának pingvinalakúak (Sphenisciformes) rendjébe, ezen belül a pingvinfélék (Spheniscidae) családjába és a Spheniscinae alcsaládjába tartozó faj.
A Természetvédelmi Világszövetség (IUCN) sebezhető fajként tartja számon ezt a pingvinfajt.
A 19. század és a 20. század határán ipari mértékű vadászata folyt; évente körülbelül 150 ezer madarat gyűjtöttek be. Egy pingvinből félliternyi olajat nyertek. Vadászata előtt, körülbelül 3 millió példánya létezhetett. A vadászat betiltása után, e pingvin állománya 850 ezer költőpárra szaporodott.

## Rendszertani helyzete
A DNS-vizsgálatok alapján a kutatók megtudták, hogy a Royal-pingvin és legközelebbi rokona, a bóbitás pingvin (Eudyptes chrysolophus), körülbelül 1,5 millió éve váltak ketté. Habár néha a kettőt két külön fajként kezelik, e pingvinek egyes DNS szekvenciái igen hasonlóak; emiatt Leslie Christidis és Walter Boles ausztrál ornitológusok a Royal-pingvint a bóbitás faj alfajának tekintik. Külső megjelenésre is nagyon hasonlítanak; bár a Royal-pingvinnek fehér a pofája, míg a másiknak fekete.
A két madárfaj példányai, azokon a helyeken ahol együtt költenek, bár ritkán, de azért kereszteződnek egymással.

### Neve
Ez a pingvin a tudományos fajnevét, a schlegeli-t, Hermann Schlegel, német zoológusról kapta.

## Előfordulása
Egyetlen szaporodó helye az Ausztráliához tartozó Macquarie-szigeten van. Költési időszakon kívül előfordulhat Argentína, a Falkland-szigetek és a Déli-Georgia és Déli-Sandwich-szigetek környékén levő nyílt óceánokon.

## Megjelenése
Fej-testhossza 65–76 centiméter, testtömege pedig 3–8 kilogramm. A hím nagyobb a nősténynél. Háta és szárnyai fekete színűek, pofája, torka és hasa fehér. Fején sárga bóbitát visel.

## Életmódja
A Royal-pingvin főleg krillel és halakkal táplálkozik, de ezek mellett kalmárokat is fogyaszt.

## Szaporodása
Nagy kolóniákban költ. A földbe vájt fészkét akár a partokra, akár a szárazföld belsejébe - 1,6 kilométerre -, is helyezheti. A szaporodási időszaka szeptemberben kezdődik, de csak októberben tojik. Fészekalja két tojásból áll. A tojásokon 35 napig kell kotlani. A fiókák három hetes korukig az egyik szülő mindig velük van; ezután pedig a különböző fészekaljak fiókái „nappalikba” gyűlnek össze, míg mindkét szülőjük halászni van. Két hónaposan elhagyják szülőhelyeiket. Csak 6 évesen válnak ivaréretté.
|  |  |

### Fordítás
- Ez a szócikk részben vagy egészben  a   Royal penguin című angol Wikipédia-szócikk ezen változatának fordításán alapul.  Az eredeti cikk szerkesztőit annak laptörténete sorolja fel. Ez a jelzés csupán a megfogalmazás eredetét és a szerzői jogokat jelzi, nem szolgál a cikkben szereplő információk forrásmegjelöléseként.